# Uchoa
Uchoa là một đô thị ở bang São Paulo của Brasil. Đô thị này nằm ở vĩ độ 20º57'10" độ vĩ nam và kinh độ 49º10'29" độ vĩ tây, trên khu vực có độ cao 485 m. Dân số năm 2004 ước tính là 9 394 người. Uchoa có diện tích 252,96 km² với mật độ 37,9 người/km². 